# حوضه آبریز رودخانه‌های مرزی غرب

موقعیت حوضه آبریز رودخانه‌های مرزی غرب

حوضه آبریز رودخانه‌های مرزی غرب یکی از حوضه‌های باز ایران است که در تقسیم‌بندی حوضه‌های آبریز ایران، حوضهٔ فرعی به شمار می‌رود و زیرمجموعهٔ حوضهٔ آبریز خلیج فارس و دریای عمان است. مساحت این حوضه، ۳۹٬۶۶۷ کیلومتر مربع است و مهمترین رودهای آن، زاب کوچک و رود سیروان هستند.

## جغرافیا
حوضه مرزی غرب، بخش‌هایی از استان‌های آذربایجان غربی، کردستان، کرمانشاه و ایلام و جزء کوچکی از استان‌های خوزستان و همدان را شامل می‌شود. رودهای این حوضه، از دامنه‌های غربی زاگرس سرچشمه می‌گیرند و پس از گذر از مرز ایران و عراق، وارد دجله می‌شوند. شمالی‌ترین رود این حوضه زاب کوچک است که در نواحی مرزی آذربایجان غربی و کردستان جریان می‌یابد و وارد عراق می‌شود. دیگر رود مهم حوضه، رود سیروان است که از نزدیکی سنندج سرچشمه می‌گیرد و پس از حرکت به سوی غرب، شاخه‌های دیگری به آن می‌پیوندند تا این که در غرب پاوه، وارد عراق می‌شود. چند رود دیگر از جمله هواسان و الوند نیز پس از گذر از مرز، به این رود (و دنبالهٔ آن رود دیاله) می‌ریزند. رودهای جنوبی حوضه نیز پس از خروج از مرز به رود دجله منتهی می‌شوند.

## زیرحوضه‌ها
برپایهٔ دستور العمل تقسیم‌بندی حوضه‌های ایران، حوضهٔ آبریز رودخانه‌های مرزی غرب به زیرحوضه‌های زیر تقسیم می‌شود:
| کد  | نام اختصاری زیرحوضه | مساحت کیلومتر مربع | تعداد زیرحوضه‌ها |
| --- | ------------------- | ------------------ | --------------- |
| ۲۱۱ | زاب کوچک            | ۵٬۰۰۵              | ۴               |
| ۲۱۲ | سیروان              | ۱۳٬۴۲۲             | ۵               |
| ۲۱۳ | هواسان الوند        | ۴٬۱۹۲              | ۳               |
| ۲۱۴ | سومار صالح‌آباد      | ۴٬۹۷۳              | ۵               |
| ۲۱۵ | گنجانچم چنگوله      | ۵٬۴۴۶              | ۵               |
| ۲۱۶ | میمه دویرج          | ۲٬۶۳۷              | ۳               |